# Cerna, Șumen
Cerna (în bulgară Черна) este un sat în comuna Hitrino, regiunea Șumen,  Bulgaria. 

## Demografie
Componența etnică a satului Cerna
     Bulgari (2,88%)
     Turci (97,11%)
     Nicio identificare (0%)
     Altele (0%)
La recensământul din 2011, populația satului Cerna era de 312 locuitori. Din punct de vedere etnic, majoritatea locuitorilor (97,11%) erau turci, cu o minoritate de bulgari (2,88%). Pentru 0,0% din locuitori nu este cunoscută apartenența etnică.